# 顺海站
顺海站是贵阳轨道交通3号线的地铁车站，位于中华人民共和国贵州省贵阳市乌当区新添大道与顺海中路交叉口西侧，于2023年12月16日开通。

## 车站结构
顺海站平行于新添大道南侧东西向设置，为地下二层岛式站台车站，车站长240米，车站地下一层为站厅层，地下二层为站台层。
| 地面              | 出入口 | A、B、C出入口                                                                                                   |
| 地下一层          | 物业层 | |
| 地下二层          | 站厅   | 客服中心、自动售票机、验票机                                                                                    |
| 地下二层          | 站台   | \| \| \| █ 3号线往桐木岭（省委党校）（茶店） \| \| 島式 · 開左邊车门 \| \| \| \| \| \| █ 3号线往洛湾（新添） \| |
|                   |        | █ 3号线往桐木岭（省委党校）（茶店）                                                                             |
| 島式 · 開左邊车门 |        | |
|                   |        | █ 3号线往洛湾（新添）                                                                                           |

## 车站出口
顺海站共有3个出入口，各出口及周围设施如下所示：
| 编号                | 出入口信息                                                     | 照片 | 无障碍设施 |
| ------------------- | -------------------------------------------------------------- | ---- | ---------- |
| A · 出口            | 新添大道北段，顺海中路，顺海村卫生室                           |      | 不適用     |
| B · 出口            | 新添大道北段，大坡路，贵阳市公安局轨道交通分局                 |      | 不適用     |
| C · 出口 · （设有） | 新添大道北段，四光路，贵阳市森林公安局顺海林场派出所，万达广场 |      |            |
| 图例： 设有         |                                                                |      |            |

## 接驳交通

### 公交车
- 市公安局：111路，新添1路，新添6路
- 轨道顺海站：51路，56路，79路，86路，101路，103路，111路，246路，252路，253路，253路大站快车，605路，614路，B234路，新添1路
- 顺海中路(北)：86路

## 车站历史
本站工程名与正式名均为顺海站，站名来自车站所处的顺海村。
- 2019年5月6日，车站暗挖斜通道正式进洞[3]。
- 2023年12月16日，车站随3号线一期工程通车开通[2]。